# Жао Шуши
Жао Шуши кит. трад. 饒漱石, упр. 饶漱石, пиньинь Ráo Shùshí; 1903 — 2 марта 1975) — государственный и партийный деятель КНР, руководитель района Восточного Китая, член Политбюро ЦК КПК; осуждён на конференции 1955 года вместе с Гао Ганом как член антипартийной группы. 

## Биография
Родился в уезде Линьчуань провинции Цзянси. Учился в Шанхайском университете. В 1923 вступил в Социалистический союз молодёжи Китая, в 1925 году вступил в ряды КПК. До 1928 работал на северо-востоке Цзянси, затем был направлен в провинцию Чжэцзян, где занял пост секретаря комсомола этой провинции. После разрыва КПК и Гоминьдана на год уехал учиться в Англии, Франции, СССР. По возвращении направлен в Северо-Восточный Китай, занимал пост секретаря комсомола Северо-Восточного региона и исполнял обязанности генерального секретаря КПК региона (являясь начальником Лю Шаоци, отвечавшего за пропаганду в Северо-восточном отделе КПК).
В 1930-1931 провёл год в гоминьдановской тюрьме. После освобождения был переведён в Шанхай на профсоюзную работу. В 1935 вновь направлен на обучение в СССР, в 1936 посещал США и Францию с целью установления контактов с китайскими эмигрантами, опубликовал там несколько статей, популяризирующих борьбу КПК против японцев. По возвращении в Китай в 1939 работал в Новой 4-й армии, занимал пост Генерального секретаря Юго-восточного бюро ЦК КПК. После тяжёлого поражения Новой 4-й армии от войск Гоминьдана в 1941 году исполнял обязанности начальника политотдела армии (комиссар - Лю Шаоци). После создания бюро Центрального Китая ЦК КПК и назначением Лю Шаоци его генсеком был заместителем генсека бюро (с 1942, после отзыва Лю Шаоци в Яньань, исполнял обязанности генсека и политкомиссара Новой 4-й армии).
В июне 1945 года на Седьмом съезде КПК избран в состав Центрального комитета КПК. В 1945 году занимал позицию комиссара Новой четвертой армии. В 1946 в звании генерал-лейтенанта участвовал в мирных переговорах с Гоминьданом и США. После возобновления боевых действий против Гоминьдана занимал пост комиссара военных сил Шаньдунской полевой армии, Восточно-китайской полевой армии и Восточно-китайского военного района. В 1948 году занял пост генерального секретаря Бюро Восточного Китая Центрального Комитета КПК и должность комиссара вооруженных сил Восточного Китая (командующий — Чэнь И).
После основания Китайской Народной Республики занял пост председателя Военного и политического комитета Восточного Китая, стал членом комитета центрального народного правительства и членом народного революционного и военного комитета Восточного Китая; генеральным секретарем бюро Восточного Китая Центрального Комитета КПК. В 1949-1950 занимал пост секретаря Шанхайского комитета КПК. В 1953 переехал в Пекин.
Будучи с конца 1952 главой Организационного отдела ЦК КПК, выступал против «умеренных» в высшем руководстве КПК (сторонников Лю Шаоци и Чжоу Эньлая), за союз КНР с СССР.
24 декабря 1953 года на заседании Политбюро Мао Цзэдун обрушился на Гао Гана и Жао Шуши с обвинениями в «заговорщической» деятельности. По инициативе Мао в феврале 1954 года Лю Шаоци представил так называемое «дело Гао Гана — Жао Шуши» 4-му пленуму Центрального комитета. Оба деятеля были обвинены в «сектантстве» и «фракционности», создании «независимых княжеств» в своих регионах и организации заговора с целью захвата власти. По мнению Мао Цзэдуна, Гао Ган собирался занять кресло Лю, а Жао Шуши — премьера..
4-й пленум осудил Гао Гана и Жао Шуши, но не исключил их из партии.
В марте 1955 года «дело Гао Гана — Жао Шуши» было рассмотрено Всекитайской конференцией КПК. С докладом выступил Дэн Сяопин, который подверг Гао и Жао суровой критике. Конференция исключила Гао Гана и Жао Шуши из партии и поддержала политическую линию Мао Цзэдуна.
Провёл 10 лет в тюрьме, в заключении заболел шизофренией. Скончался в марте 1975 от воспаления легких.
Дело Гао Гана и Жао Шуши стало первой «чисткой» крупных кадров КПК в истории Китайской Народной Республики и способствовало укреплению культа личности Мао Цзэдуна в КПК и КНР.